# VideoByte DVD作成
VideoByte DVD作成　(旧名：VideoSolo DVD作成) は、VideoByteが開発・販売しているオーサリングソフトである。

## 概要
動画をISOファイルに変換、DVDに書き込めるソフトである。

## 機能詳細[1]
- 動画をDVD/ブルーレイディスクを作成
- ビデオ＆オーディオの編集

- オーディオの追加
- 字幕の追加
- ISOファイルに保存

## 動作環境
Windows：
Windows 10/8/7/Vista/XP (SP2 以降)
Mac：
MacOS X 10.7 以降 (macOS Catalina)
CPU:
1GHz Intel/AMD CPUまたはそれ以上
RAM:
1G RAMまたはそれ以上

## 対応の入力フォーマット
ビデオフォーマット：
3GP (*.3gp;*.3g2), AVI, DV Files (*.dv;*.dif), Flash Video Files (*.flv;*.swf;*.f4v), MOD, MJPEG (*.mjpg;*.mjpeg), MKV, MPEG (*.mpg;*.mpeg;*.mpeg2;*.vob;*.dat), MPEG4 (*.mp4;*.m4v), MPV, QuickTime Files (*.qt;*.mov), Real Media Files (*.rm;*.rmvb), TOD, Video Transport Stream Files (*.ts;*.trp;*.tp), Windows Media Files (*.wmv;*.asf)
HDビデオフォーマット：
MPEG2 HD Files (*.mpg;*.mpeg), MPEG4 HD Files (*.mp4), QuickTime HD Files (*.mov), WMV HD Video Files (*.wmv), HD TS, HD MTS, HD M2TS, HD TRP, HD TP

## 対応の出力形式
DVD：
DVD（DVD-9・DVD-5）、DVDフォルダー（VIDEO_TSフォルダ）、ISOイメージファイル